# Lewis Charles Harmer
Lewis Charles Harmer (* 22. Juni 1902 in Sittingbourne; † März 1975) war ein britischer Romanist und Sprachwissenschaftler.

## Leben und Werk
Harmer war Schüler am Kent College in Canterbury. Er studierte am King’s College London und schloss 1925 in den Fächern Englisch und Französisch ab. 1931 machte er in Cambridge seinen First-Class-Abschluss. Harmer besetzte von 1951 bis 1967 den Drapers Chair of French an der Universität Cambridge.

## Weitere Werke
- (Hrsg.) Beowulf. Abridged and simplified, Paris 1932
- (Hrsg.) Charles Kingsley, Theseus (The Heroes). Abridged and simplified, Paris 1932
- (mit Frederick John Norton) A manual of modern Spanish, London 1935, 1957, 1969, 1973
- (Bearbeiter) James Gauchez Anderson, Le mot juste. A dictionary of English and French homonyms, London/New York 1938
- (mit Patrice Edouard Charvet) Words with the Yewberrys. Prose passages for French vocabulary building, London 1949
- (Hrsg.) Twentieth-Century French Reader, London 1953
- The French Language today. Its characteristics and tendencies, London 1954
- (Hrsg. mit John Claud Trewinard Oates) Vocabulary in French and English. A facsimile of Caxton’s edition, c. 1480. [Adapted from the “Livre des mestiers” of Bruges], Cambridge 1964
- Uncertainties in French grammar, hrsg. von  Peter Rickard und Thomas George Sugden Combe, Cambridge 1979.